# フランクリン・アベニュー・シャトル
フランクリン・アベニュー・シャトル (Franklin Avenue Shuttle) は、アメリカ合衆国ニューヨーク州ニューヨーク市ブルックリン区を走るニューヨーク市地下鉄のBディビジョンに属するシャトル鉄道路線である。かつてブルックリン・マンハッタン交通会社 (BMT) が路線を保有・運営していた区間の一部である。BMTフランクリン・アベニュー線を走り、フランクリン・アベニュー-フルトン・ストリート駅からプロスペクト・パーク駅を結んでいる。

## 駅
凡例
- - 停車
- - 深夜を除き停車
- - 深夜のみ停車
- - 平日のみ停車

| フランクリン・アベニュー・シャトル | 駅名                                            | バリアフリー・アクセス | 地下鉄乗り換え                                                                        | 関連・備考 |
| ---------------------------------- | ----------------------------------------------- | ---------------------- | ------------------------------------------------------------------------------------- | ---------- |
| ブルックリン区                     |                                                 |                        |                                                                                       |            |
| Stops all times                    | フランクリン・アベニュー-フルトン・ストリート駅 | バリアフリー・アクセス | A系統、C系統（INDフルトン・ストリート線フランクリン・アベニュー駅）                   |            |
| Stops all times                    | パーク・プレイス駅                              | バリアフリー・アクセス |                                                                                       |            |
| Stops all times                    | ボタニック・ガーデン駅                          |                        | 2系統、3系統、4系統、5系統（IRTイースタン・パークウェイ線フランクリン・アベニュー駅） |            |
| Stops all times                    | プロスペクト・パーク駅                          | バリアフリー・アクセス | B系統、Q系統（BMTブライトン線）                                                       |            |